# Gácser János
Gácser János (1885. január 12. – Segesd, 1960. augusztus 11.) a Dorogi AC egykori elnöke, a Dorogi Szénbányák Vállalat igazgatóhelyettese, közéleti személyiség.

## Élete
1917-ben kezdte szakmai pályafutását a Dorogi Szénbányák Vállalatánál (korábbi nevén Salgótarjáni Kőszénbánya Rt.). 1923-ig az annavölgyi üzem vezetője volt, majd bányaigazgató-helyettes lett, Schmidt Sándor közvetlen helyetteseként. Aktív közéleti szerepet is vállalva a Dorogi Takarékpénztár felügyelőbizottságának tagja volt, továbbá a Munkásotthon Önművelő és Önsegélyező Egyesületének elnökhelyettese. A két világháború közötti időszakban 16 éven át a Dorogi AC elnökeként is eredményesen és közmegelégedésre tevékenykedett. Vezetése alatt vált a dorogi sport klub egyre erőteljesebbé és igazán sikeressé. Segesden hunyt el 75 éves korában, viszont Dorogon helyezték örök nyugalomra és sírhelye a mai napig megtalálható Dorogon.